# Aeroportul Internațional Kuwait
Aeroportul Internațional Kuwait (IATA: KWI, ICAO: OKBK) este un aeroport din Farwaniya Governorate⁠(d), Kuweit ce deservește zona Kuweit. Aeroportul a fost tranzitat în 2019 de 15.448.909 pasageri. A fost numit după zona deservită.
Situat la o altitudine de 63 m, aeroportul dispune de 2 piste.

## Infrastructură

### Piste
Aeroportul dispune de 2 piste. Pista 15R/33L are suprafața de beton și dimensiunile 3.400 m × 45 m. Pista 15L/33R are suprafața de asfalt și dimensiunile 3.500 m × 45 m. 